# Хорватия на зимних Олимпийских играх 2022
Хорватия на зимних Олимпийских играх 2022 года была представлена 11 спортсменами в 2 видах спорта. На церемонии открытия Игр знаменосцами сборной стали горнолыжница Леона Попович и лыжник Марко Скендер.

## Состав сборной
Горнолыжный спорт
1. Матей Видович
2. Филип Зубчич
3. Самуэл Колега
4. Андреа Комшич
5. Зринка Лютич
6. Леона Попович

 Лыжные гонки
1. Марко Скендер
2. Ведрана Малец
3. Тена Хаджич

 Сноуборд
1. Лея Юговац

 Шорт-трек
1. Валентина Ашчич

## Результаты соревнований

### Коньковые виды спорта

#### Шорт-трек
Квалификация на зимние Олимпийские игры в шорт-треке проходила по результатам четырёх этапов Кубка мира 2021/2022. По итогам этих турниров был сформирован олимпийский квалификационный лист, согласно которому сборная Хорватии получила одну квоту у женщин на дистанции 500 м. После перераспределения квот, была получена возможность выставить спортсменку на дистанции 1500 м.
Женщины
| Соревнование | Спортсмены      | Отборочный раунд | Отборочный раунд | Отборочный раунд | Четвертьфинал | Четвертьфинал | Четвертьфинал | Полуфинал | Полуфинал | Полуфинал | Финал     | Финал | Итоговое место |
| Соревнование | Спортсмены      | Забег            | Результат        | Место            | Забег         | Результат     | Место         | Забег     | Результат | Место     | Результат | Место | Итоговое место |
| ------------ | --------------- | ---------------- | ---------------- | ---------------- | ------------- | ------------- | ------------- | --------- | --------- | --------- | --------- | ----- | -------------- |
| 500 метров   | Валентина Ашчич |                  |                  |                  |               |               |               |           |           |           |           |       |                |
| 1500 метров  | Валентина Ашчич |                  |                  |                  |               |               |               |           |           |           |           |       |                |

### Лыжные виды спорта

#### Горнолыжный спорт
Квалификация спортсменов для участия в Олимпийских играх осуществлялась на основании специального квалификационного рейтинга FIS по состоянию на 16 января 2022 года. При этом НОК для участия в Олимпийских играх мог выбрать только того спортсмена, который вошёл в топ-500 олимпийского рейтинга в своей дисциплине, и при этом имел определённое количество очков, согласно квалификационной таблице. Страны, не имеющие участников в числе 500 сильнейших спортсменов, могли претендовать только на квоты категории «B» в технических дисциплинах. По итогам квалификационного отбора сборная Хорватии завоевала 6 олимпийских лицензий (по 3 у мужчин и женщин).
Мужчины
| Соревнование      | Спортсмены    | Скоростной спуск/ 1 спуск | Скоростной спуск/ 1 спуск | Слалом/ 2 спуск | Слалом/ 2 спуск | Всего | Место | Отставание |
| Соревнование      | Спортсмены    | Время                     | Место                     | Время           | Место           | Всего | Место | Отставание |
| ----------------- | ------------- | ------------------------- | ------------------------- | --------------- | --------------- | ----- | ----- | ---------- |
| слалом            | Матей Видович |                           |                           |                 |                 |       |       |            |
| слалом            | Филип Зубчич  |                           |                           |                 |                 |       |       |            |
| слалом            | Самуэл Колега |                           |                           |                 |                 |       |       |            |
| гигантский слалом | Филип Зубчич  |                           |                           |                 |                 |       |       |            |
| гигантский слалом | Самуэл Колега |                           |                           |                 |                 |       |       |            |

Женщины
| Соревнование      | Спортсмены    | Скоростной спуск/ 1 спуск | Скоростной спуск/ 1 спуск | Слалом/ 2 спуск | Слалом/ 2 спуск | Всего | Место | Отставание |
| Соревнование      | Спортсмены    | Время                     | Место                     | Время           | Место           | Всего | Место | Отставание |
| ----------------- | ------------- | ------------------------- | ------------------------- | --------------- | --------------- | ----- | ----- | ---------- |
| слалом            | Андреа Комшич |                           |                           |                 |                 |       |       |            |
| слалом            | Зринка Лютич  |                           |                           |                 |                 |       |       |            |
| слалом            | Леона Попович |                           |                           |                 |                 |       |       |            |
| гигантский слалом | Андреа Комшич |                           |                           |                 |                 |       |       |            |
| гигантский слалом | Зринка Лютич  |                           |                           |                 |                 |       |       |            |
| гигантский слалом | Леона Попович |                           |                           |                 |                 |       |       |            |

#### Лыжные гонки
Квалификация спортсменов для участия в Олимпийских играх осуществлялась на основании специального квалификационного рейтинга FIS по состоянию на 16 января 2022 года. Для получения олимпийской лицензии категории «A» спортсменам необходимо было набрать определённое количество очков, согласно квалификационной таблице. При этом каждый НОК может заявить на Игры 1 мужчину и 1 женщины, если они выполнили квалификационный критерий «B», по которому они смогут принять участие в спринте и гонках на 10 км для женщин или 15 км для мужчин. По итогам квалификационного отбора сборная Хорватии завоевала 3 олимпийских лицензий.
Мужчины
Дистанционные гонки
| Соревнование              | Спортсмены    | Результат | Место | Отставание |
| ------------------------- | ------------- | --------- | ----- | ---------- |
| 15 км классическим стилем | Марко Скендер |           |       |            |
| 50 км свободным стилем    | Марко Скендер |           |       |            |

Спринт
| Соревнование | Спортсмены    | Квалификация | Квалификация | Четвертьфинал | Четвертьфинал | Четвертьфинал | Полуфинал | Полуфинал | Полуфинал | Финал     | Финал | Итоговое место |
| Соревнование | Спортсмены    | Результат    | Место        | Заезд         | Результат     | Место         | Заезд     | Результат | Место     | Результат | Место | Итоговое место |
| ------------ | ------------- | ------------ | ------------ | ------------- | ------------- | ------------- | --------- | --------- | --------- | --------- | ----- | -------------- |
| спринт       | Марко Скендер |              |              |               |               |               |           |           |           |           |       |                |

Женщины
Дистанционные гонки
| Соревнование              | Спортсмены    | Результат | Место | Отставание |
| ------------------------- | ------------- | --------- | ----- | ---------- |
| 10 км классическим стилем | Ведрана Малец |           |       |            |
| 10 км классическим стилем | Тена Хаджич   |           |       |            |
| 30 км свободным стилем    | Ведрана Малец |           |       |            |

Спринт
| Соревнование     | Спортсмены                | Квалификация  | Квалификация  | Четвертьфинал | Четвертьфинал | Четвертьфинал | Полуфинал | Полуфинал | Полуфинал | Финал     | Финал | Итоговое место |
| Соревнование     | Спортсмены                | Результат     | Место         | Заезд         | Результат     | Место         | Заезд     | Результат | Место     | Результат | Место | Итоговое место |
| ---------------- | ------------------------- | ------------- | ------------- | ------------- | ------------- | ------------- | --------- | --------- | --------- | --------- | ----- | -------------- |
| спринт           | Ведрана Малец             |               |               |               |               |               |           |           |           |           |       |                |
| спринт           | Тена Хаджич               |               |               |               |               |               |           |           |           |           |       |                |
| командный спринт | Ведрана Малец Тена Хаджич | Не проводится | Не проводится | Не проводится | Не проводится | Не проводится |           |           |           |           |       |                |

#### Сноуборд
Квалификация спортсменов для участия в Олимпийских играх осуществлялась на основании специального квалификационного рейтинга FIS по состоянию на 16 января 2021 года. По итогам квалификационного отбора сборная Хорватии в результате перераспределения, получила одну лицензии для выступления в женском слоупстайле и биг-эйре.
Женщины
Фристайл
| Соревнование | Спортсмены | Квалификация | Квалификация | Квалификация | Квалификация | Финал   | Финал   | Финал   | Финал | Итоговое место |
| Соревнование | Спортсмены | Заезд        | 1 спуск      | 2 спуск      | Место        | 1 спуск | 2 спуск | 3 спуск | Место | Итоговое место |
| ------------ | ---------- | ------------ | ------------ | ------------ | ------------ | ------- | ------- | ------- | ----- | -------------- |
| слоупстайл   | Лея Юговац |              |              |              |              |         |         |         |       |                |
| биг-эйр      | Лея Юговац |              |              |              |              |         |         |         |       |                |